# Tongdzsak-ku
Tongdzsak-ku (hangul: 동작구, handzsa:  銅雀區, RR: Dongjak-gu) Szöul 25 kerületének egyike.

## Tongok(Dongok)
- Hukszok-tong (Heukseok-dong)
- Norjangdzsin-tong (Noryangjin-dong) 1, 2
- Szadang-tong (Sadang-dong) 1, 2, 3, 4, 5
- Szangdo-tong (Sangdo-dong) 1, 2, 3, 4
- Sindebang-tong (Sindaebang-dong) 1, 2
- Tebang-tong (Daebang-dong)